# Kungur
Kungur (russisk: Кунгур, tr. Kungur) er en by i Perm kraj i Rusland. Den ligger 80 km sydøst for Perm. Indbyggertal: 66.311(2016).
Kungur blev grundlagt i 1663 i Uralbjergene, hvor floden Iren løber sammen med Sylva (en sideflod til Kama). Kungur er en gammel russisk by med historisk arkitektur. Den er i dag et handels-, industri-, og transportcentrum.

## Historie
Kungur blev oprindelig grundlagt sytten kilometer opstrøms fra Irens munding, ved floden Kungurka, i 1648. I 1662 blev byen brændt ned af basjkirere. I 1663 blev den genopbygget som en fæstning på stedet hvor landsbyen Mysovskoje lå. I 1674 modstod fæstningen en belejring af Jemeljan Pugatjovs kosakhær. I begyndelsen af 1700-tallet begyndte der at udvikle sig en læder- og fodtøjindustri her, og i 1724 blev der bygget et garveri i byen. Ved midten af århundredet var Kungur et af de tættest befolkede områder i Ural. I 1759 blev administrationen for mineindustrien i Perm-regionen flyttet til Kungur. Kungur blev tildelt bystatus i 1781. I slutningen af 1700-tallet var Kungur et vigtigt centrum for transithandel ved Sibirienvejen, så vel som centrum for læderproduktion i Perm-provinsen og tov og linolie fra Kungur var kendt. I løbet af 1800-tallet udviklede byen sig til at blive et betydeligt kulturelt og industrielt centrum.

## Økonomi
Større industrivirksomheder i Kungur er SIA Turbobur og JSK "Kungur-fodtøj" (som blandt andet laver militært fodtøj). I byen produceres kunstgenstande, souvenirer af sten og musikinstrumenter (guitarer), og der findes også mekanisk industri, tekstil- og strikkefabrikker og fødevareindustri.

## Transport
Kungur ligger ved den transsibiriske jernbane, og var den første by i europæisk Rusland, der blev tilknyttet banen.

## Seværdigheder

### Kungur isgrotte
Lige ved Kungur, på højre bred af floden Sylva, ligger Kungur isgrotte. Hulegange strækker sig under jorden over 6.000 meter, og kun en mindre del er blevet udforsket. Gamle udglidninger og skred gør det imidlertid umuligt at finde ud af hvor langt gangene egentlig strækker sig. I den udforskede del er der dusinvis af separate grotter, hvoraf den største er Druzjba-grotten (dansk: ~ Venskabsgrotten), der fik navnet til ære for deltagere ved den Internationale Geologiske Kongres, som besøgte den i 1937. Indenfor i denne grotte er der en indsø på 750 m². Grotterne er "dekoreret" med søjler af stalagmitter og stalaktitter på op til to meter. Grotten fyldes op af vand fra Sylva-floden hvert forår og efterår, og den er da ikke tilgængelig for turister.